# Мак-Доннелл (регион)
Регион Мак-Доннелл (англ. MacDonnell Region) — район местного самоуправления Северной территории в Австралии. Графство занимает площадь в 268 784,20 км². Население — 7142 человека.

## География
Расположено на юге Северной территории. На юге граничит с Южной Австралией, с Трастом по развитию сообществ малонаселённых территорий (англ. Outback Areas Community Development Trust). На западе граничит с Западной Австралией, с графством Нгаануатжарраки (англ. Ngaanyatjarraku). На севере граничит с графством Сентрал-Дезерт и на востоке граничит с Квинслендом, с графством Даймантина. Городские территории Алис-Спрингс и Улуру являются анклавами графства.

## История
В октябре 2006 года правительство Северной территории объявило о реформе местного самоуправления с целью совершенствования системы управления путём создания 11 новых графств. Совет графства Мак-Доннелл был создан 1 июля 2008 года.
Выборы в графстве состоялись 25 октября 2008 года. Мэр графства — Сид Андерсон.

## Палаты
Графство разделено на 4 отделения, которые регулируются из 12 советчиков через 4 палаты:
- Родинга (4)
- Лирапинта (2)
- Луринтджуни Пентуби (1)
- Иуаррка (3)

## Города по палатам
Следующие города попадают по 4 палатам по населению на 30 июня 2007 года:
Иуаррка:
Докер ривер (311)
Иманпа (217)
Ареуонг (245)
Лирапинта:
Хермансбург (600)
Валлайс Рокхол (107)
Луринтджуни Пентуби:
Хаатс Блуфф(165)
Кинторе(350)
Маунт Лиэбинг(252)
Папунуа(342)
Робинга:
Амоонгуа(360)
Апутуба(240)
Санта Тереза(652)
Тиджукала(265)